# 人造人間13号
『人造人間13号』（原題：13 Eerie）は、2013年のカナダの映画。日本では、2015年1月から2月まで開催された『未体験ゾーンの映画たち2015』にて、同年2月7日に劇場公開された。

## キャスト
| 役名                   | 俳優                     | 日本語吹替 |
| ---------------------- | ------------------------ | ---------- |
| メーガン               | キャサリン・イザベル     | 池田亜希子 |
| トムキンス教授         | マイケル・シャンクス     | 竹内想     |
| ダニエル               | ブレンダン・フェア       | 市橋尚史   |
| ジョシュ               | ブレンダン・フレッチャー | 入倉敬介   |
| ラリー・ジェファーソン | ニック・モラン           | 大塚智則   |
| パトリック             | ジェシー・モス           | 長友孝憲   |
| ケイト                 | クリスティー・パターソン | 野々山恵梨 |
| ロブ                   | マイケル・アイズナー     | 石橋潤一   |
| ベネジアーノ           | リンドン・ブレイ         | 相樂真太郎 |